# ازون‌کافت

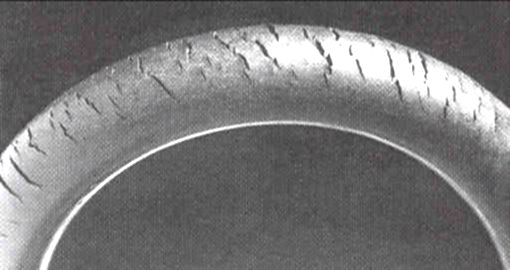
فرایند ازون‌کافت موجب تخریب و ترک خوردگی در این حلقه کائوچویی شده‌است. ساختار شیمیایی این ماده پلیمری از پیوندهای کربن-کربن غیر اشباع تشکیل شده‌است

ازن‌کافت یا ازونولیز (به انگلیسی: Ozonolysis) یک فرایند ارگانیک است که در آن پیوندهای سیرنشده آلکن‌ها، آلکین‌ها یا ترکیبات آزو توسط ازن از هم گسسته می‌شوند. در آلکن‌ها و آلکین‌ها که جزو ترکیبات آلی محسوب می‌شوند پیوند چندگانه کربن-کربن با یک گروه کربونیل جایگزین می‌شود در حالی که ترکیبات آزو طی این واکنش نیتروسامین تشکیل می‌دهند. خروجی واکنش به شرایط واکنش و نوع پیوند چندگانه ای که اکسیده می‌شود بستگی دارد.

## ازن‌کافت آلکن‌ها
آلکن‌ها در واکنش اکسیده شدن توسط ازن می‌توانند الکل‌ها، آلدهیدها، کتون‌ها یا کربوکسیلیک اسیدها را تشکیل بدهند. در روند عادی، در یک محلول آلکن در متانول در دمای −۷۸ °C گاز ازون به صورت حباب دمیده می‌شودکه به دلیل وجود ازن واکنش نداده، محلول به یک رنگ آبی مشخص می‌رسد. این نشان دهنده مصرف کامل آلکن است. از مواد دیگری هم می‌توان برای نشان دادن نقطه پایانی به کمک شناسایی حضور ازن استفاده کرد. اگر ازن‌کافت توسط یک دمیدن یک جریان حباب از ازن غنی شده با اکسیژن در مخلوط مورد نظر انجام شود، گاز موجود در حباب‌ها را می‌توان از طریق محلول پتاسیم یدید شناسایی کرد. وقتی محلول جذب ازن را متوقف کرد، ارن داخل حباب‌ها یدید موجود را اکسید کرده و به ید تبدیل می‌کند، که می‌توان آن را به راحتی از طریق رنگ بنفش ایجاد شده مشاهده کرد. برای کنترل دقیق تر واکنش، یک نشانگر مانند سودان III را می‌توان به مخلوط واکنش اضافه کرد. ازن با این نشانگر بسیار آهسته‌تر از ماده مورد نظر واکنش می‌دهد. ازن‌کافت این ماده باعث ایجاد تغییر رنگ قابل توجهی می‌شود که تنها وقتی اتفاق می‌افتد که به مقصد مورد نظر برسیم. اگر بستر دارای دو آلکن باشد که با ازن با سرعتهای مختلف واکنش می‌دهند، می‌توان نشانگری را انتخاب کرد که میزان اکسیده شدن آن در آن حد متوسط باشد و بنابراین واکنش را زمانی متوقف کند که تنها حساس‌ترین آلکن موجود در بستر واکنش داده‌است. در غیر این صورت وجود ازن واکنش نداده در محلول (در رنگ آبی مشاهده می‌شود) یا در حباب‌ها (یه کمک شناسایی توسط یدید) تنها زمانی مشخص می‌شود که تمام آلکن‌ها واکنش داده باشند.
بعد از اتمام اضافه شدن، یک واکنش‌گر ناب اضافه می‌شود تا ازنید میانی را به مشتقات گروه کربونیل تبدیل کند. شرایط واکنش اکسایش و کاهش بیشتر از شرایط اکسیداتیو استفاده می‌شوند. استفاده از تری‌فنیل‌فسفین، تیواوره، خاک روی یا دی‌متیل سولفید موجب ایجاد آلدهیدها و کتون‌ها می‌شود در حالیکه استفاده از سدیم تترا هیدروبورات، موجب ایجاد الکل‌ها می‌شود. اسفاده از هیدروژن پراکسید (آب اکسیژنه) نیز سبب تولید کربوکسیلیک اسیدها می‌شود. اخیراً، استفاده از آمین اکسید نیز گزارش شده‌است که به طور مستقیم و بدون واسطه آلدهیدها را تولید می‌کند. دیگر گروه‌های عاملی مانند گروه عاملی بنزیل‌اتر نیز می‌توانند توسط ازن اکسیده شوند. همچنین پیشنهاد شده‌است که مقدار کمی اسید نیز ممکن است از اکسید شدن حلال در حین واکنش به جود بیاید، به همین علت در برخی وارد از پیریدین استفاده می‌شود تا واکنش را به شرایط مورد نظر برسانیم. از دی‌کلرومتان 1:1 استفاده می‌شود تا شکاف به موقع ازنیزه شدن را تسهیل کند. آزلاییک اسید و نونانونیک اسید از ازن‌کافت اسید اولئیک در صنعت به دست می‌آیند.
یک مثال ازن‌کافت اوژنول است که در آن آلکن نهایی به یک آلدهید تبدیل می‌شود:

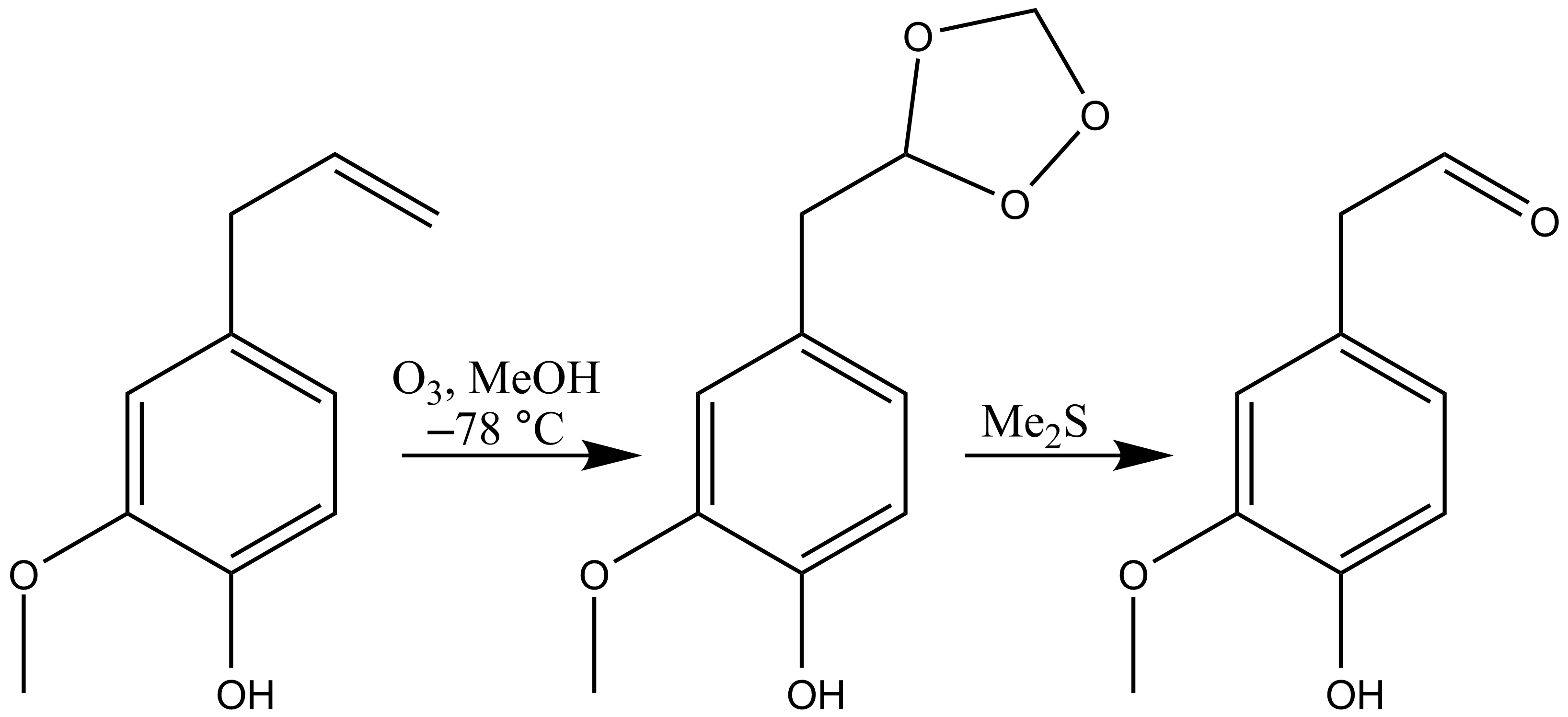

با کنترل دقیق و مناسب شرایط واکنش، می‌توان فراورده‌های نامتقارن را از آلکن‌های متقارن بدست آورد:
- استفاده از پی-تولوئن‌سولفونیک اسید، بی‌کربنات سدیم، دی‌متیل سولفید باعث ایجاد یک آلدهید و یک دی‌متیل استال می‌شود.
- استفاده از استیک انیدرید، تریتی‌لامین باعث تولید متیل استر و آلدهید می‌شود
- استفاده از پی-تولوئن‌سولفونیک اسید، استیک انیدرید و تریتی‌لامین موجب ایجاد متیل استر و دی‌متیل استال می‌شود

### مکانیزم واکنش

کربونیل اکسید

مکانیزم کلی و قابل قبول توسط رودولف کریگه شیمی دان آلمانی در 1953 ارائه شد. آلکن مورد نظر و ازن یک مولوزونید میانی به شکل حقله دو قطبی 1و3 را تشکیل می‌دهند. در مرحله بعد، مولوزونید به اکسید کربنیل و آلدهید یا کتون مربوطه بازمی‌گردد. اکسید و آلدهید یا کتون مجدداً در یک حلقه دوقطبی 1و3 واکنش می‌دهند یا یک واسط ازین میانی نسبتاً پایدار را تشکیل می‌دهند.

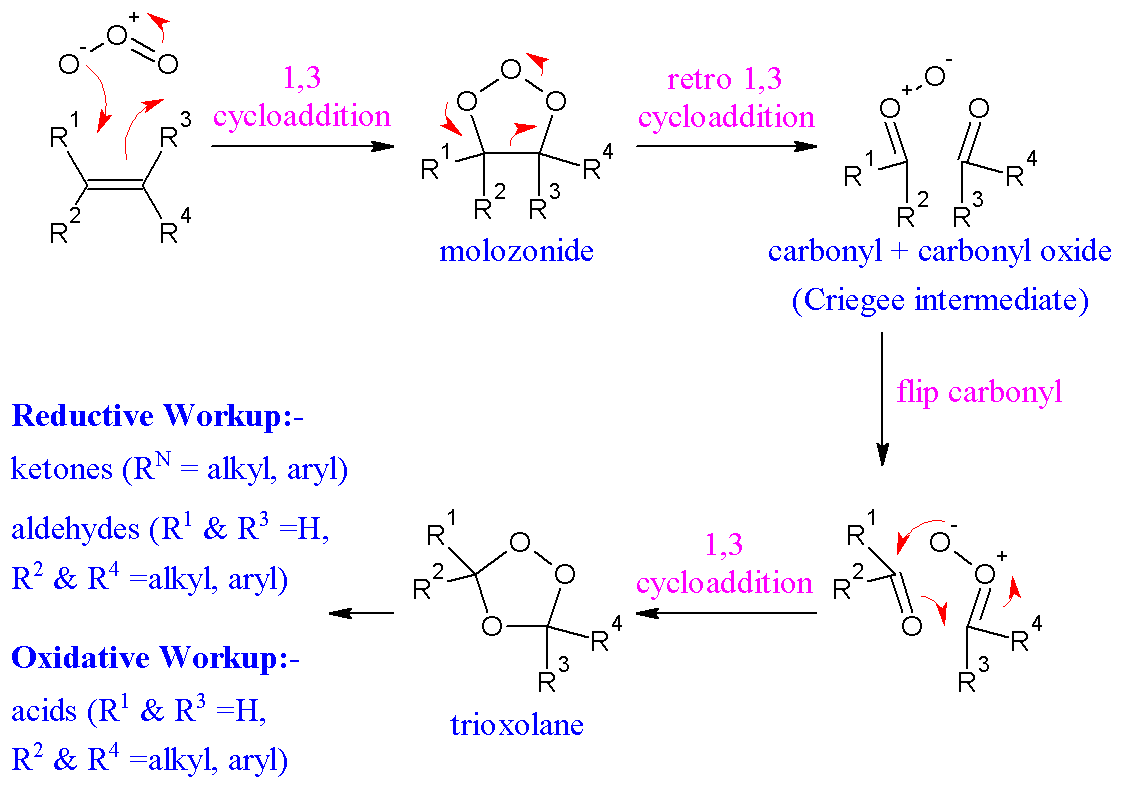

شواهد این مکانیزم در نشان‌گذاری ایزوتروپی یافت می‌شود. وقتی بنزالدهید 17O-labelled با کربونیل اکسید واکنش می‌دهد نشانه به طور اختصاصی در پیوند اتر ازونید به پایان می‌رسد. هنوز هم اختلاف نظر در مورد فروپاشی مولوزونید از طریق یک فرایند هماهنگ یا رادیکال وجود دارد که این ممکن است وابستگی این امر را شرایط و بستر واکنش نشان دهد.

### تاریخچه
ازن‌کافت در سال 1840 به وسیله کریستیان فردریک شونبین شیمی‌دان و مخترع آلمانی کشف شد. قبل از به جود آمدن روش‌های نوین طیف سنجی، این روش، شیوه مهمی برای درک و مشخص کردن ساختار مولکول‌های آلی بوده‌است. شیمی‌دان‌ها یک آلکن ناشناخته را ازن‌کافت می‌کردند تا به قطعات کوچکتر و بسیار قابل شناسایی تری دسترسی پیدا کنند. ازن‌کافت آلکن‌ها در بعضی موارد به عنوان «ازن‌کافت هریس» به کار برده می‌شود که دلیل آن این است که برخی آن را به کارل هاریس نسبت می‌دهند.

## ازن‌کافت آلکین‌ها
ازن‌کافت آلکین‌ها معمولاً باعث تولید اسید انهیدرید یا دی‌کتون می‌شود، ماند آلکن‌ها کامل هم نمی‌باشد. برای این واکنش دیگر نیازی به یک عامل کاهنده نیز نمی‌باشد. مکانیزم دقیق واکنش هنوز به طور کامل شناخته شده نیست. اگر واکنش در حضور آب صورت گیرد، انهیدرید آب‌کافت شده و دو کربوکسیلیک اسید حاصل می‌شود.

## ازون‌کافت الاستومرها و ترک‌زایی ازنی
در گذشته از این روش استفاده می‌شده تا واحدهای تکرار ساختاری در لاستیک طبیعی به عنوان ایزوپرن تایید شود. برخی مشکلات برای اینگونه ساختارها وجود دارد که از آن به عنوان «ترک‌زایی ازنی» یاد می‌شود که در آن مقادیری ازن موجود در اتمسفر کره زمین باعث از بین رفتن و فروپاشی پیوندهای دوگانه موجود در الاستومرهای مستعد می‌شود.
موارد زیر برخی از اینگونه مواد هستند:
- لاستیک طبیعی
- پلی بیوتادین
- استایرن بیوتادین

ترک‌زایی ازنی باعث به وجود آمدن ترک‌هایی کوچک در زوایای متناسب با نیرو در سطوح در تماس با گاز می‌شود. تا زمانی که این فرایند ادامه داشته باشد ترک‌ها به رشد خود ادامه می‌دهند. محصول لاستیکی مورد نظر ما باید تحت تنش باشد تا این رشد ترک‌ها اتفاق بیفتد
ترک‌زایی ازنی یک شکل از خوردگی تنشی می‌باشد که در آن مواد به دلیل همزمانی خوردگی و تنش، کششی کمتر از تنش اسمی را تحمل می‌کنند، که علت آن می‌تواند بر اثر حمله مواد شمیایی فعال به یک ماده مستعد باشد. ترک زایی ازنی، زمانی بسیار رایج بود و می‌شد آن را در دیواره تایرهای خودروها مشاهده کرد اما امروزه به دلیل استفاده از آنتی ازونانت‌ها بسیار کاهش پیدا کرده‌است. دیگر روشی که برای جلوگیری از این فرایند صورت می‌گیرد جایگزین کردن مواد مستعد با الاستومرهای مقاوم مانند نئوپرن ،EPDM یا Viton است.